# Muồng đen
Muồng đen hay muồng xiêm  (danh pháp hai phần: Senna siamea (Lam.) H.S.Irwin & Barneby, đồng nghĩa: Cassia siamea Lam., 1785) thuộc họ Đậu (Fabaceae). Là cây nguyên sản ở vùng Đông Nam Á. Ở Việt Nam cây mọc hoang dại trong các rừng tự nhiên từ Quảng Ninh đến các tỉnh Tây Nguyên như Gia Lai, Kon Tum, Đắk Lắk và phía nam như Đồng Nai. Là loài cây trung tính, thiên về ưa sáng; chịu hạn tốt.
Cây thường xanh. Vỏ gần nhẵn, cành non có khía phủ lông tơ mịn. Lá kép lông chim một lần chẵn, mọc cách, dài 10–15 cm, cuống lá dài 2–3 cm. Lá kèm nhỏ, sớm rụng. Lá chét 7-15 đôi, hình bầu dục rộng đến bầu dục dài, dài 3–7 cm rộng 1-2 đầu tròn với một mũi kim ngắn.
Cụm hoa chùy lớn ở đầu cành, nhiều hoa. Lá bắc hình trứng ngược, đầu có mũi nhọn dài. Cánh đài 5 hình tròn, dày, không bằng nhau, mặt ngoài phủ lông nhung. Cánh tràng màu vàng có hình trứng ngược, rộng, có móng ngắn; nhị 2 chiếc, mở ở đỉnh. Bầu phủ lông tơ mịn. Quả hình dẹt, nhẵn, lượn són gtheo chiều dọc, với những đường nối nổi lên, dài 20–30 cm rộng 15–20 mm. Hạt 20-30, dẹt, hình bầu dục rộng, có màu nâu nhạt khi khô.
Ở Việt Nam gỗ của loài cây này là gỗ nhóm I, nhưng loài cây này lại không nằm trong nhóm thực vật quý hiếm cấm khai thác, tàng trữ, vận chuyển (Nhóm IIA), cao từ 15 đến 20 m, đường kính khoảng 30–45 cm. Gỗ có giác, lõi phân biệt, giác vàng đến trắng dày 3–7 cm, lõi nâu đậm đến đen tím hay thôi màu nếu gặp nước. Thớ thẳng, kết cấu thô, chất gỗ cứng, nặng. Tỉ trọng 0,912. Lực kéo ngang thớ 19 kg/cm², nén dọc thớ 722/kg/cm², oằn 1.995 kg/cm², hệ số co rút 0,37. Lõi khó mục không bị mối mọt ăn nên rất chuộng trong xây dựng nhà cửa, đóng đồ gia dụng cao cấp, thường dùng để tiện trụ cầu thang giả cổ thay gỗ mun, lim, cẩm lai.
Cây được ưa chuộng trồng làm cây bóng mát, cây tầng cao che bóng trong các lô cà phê, nhất là trong các đồn điền thời Pháp thuộc.

## Một vài hình ảnh về cây muồng đen

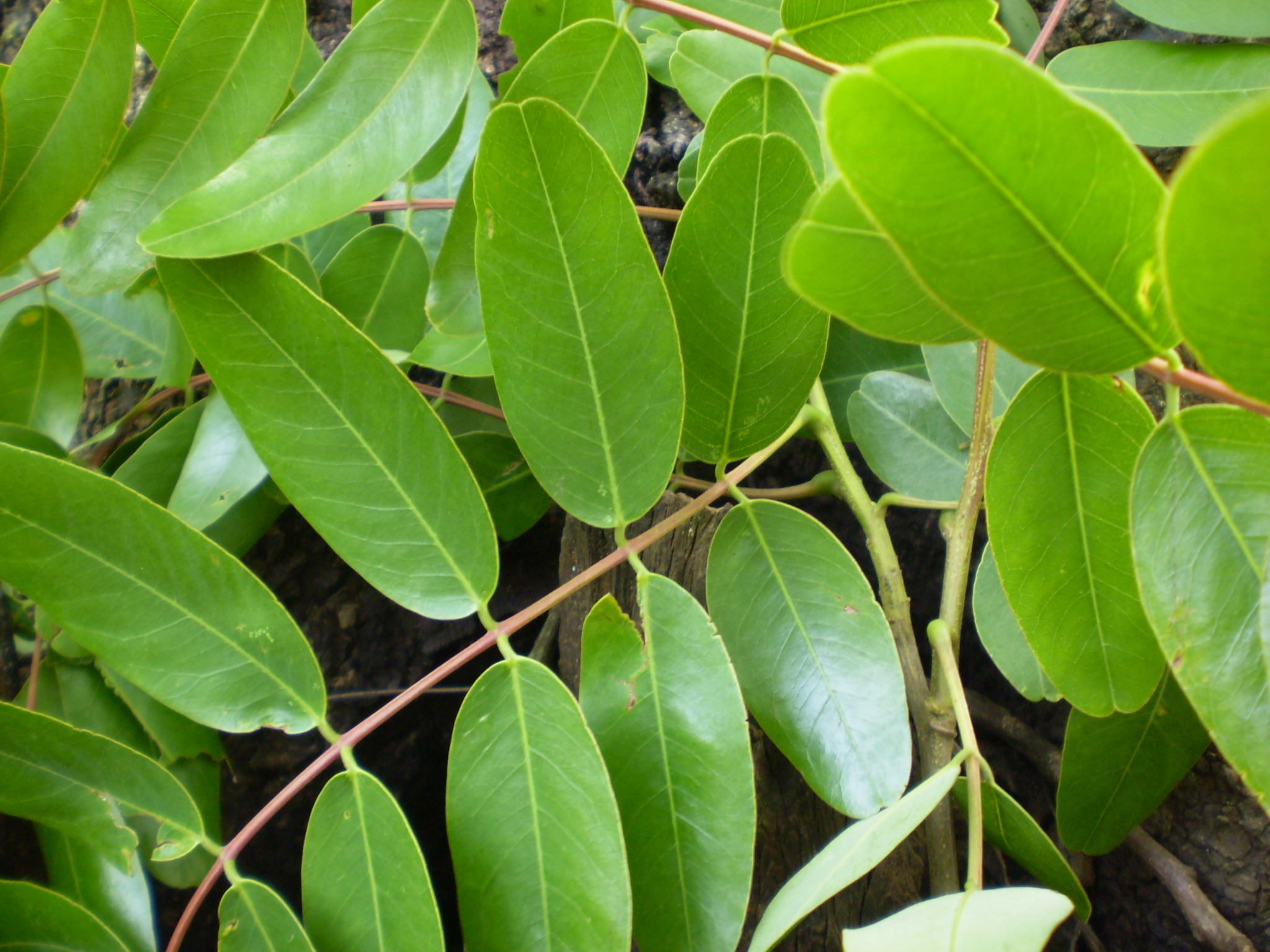
Lá muồng đen.
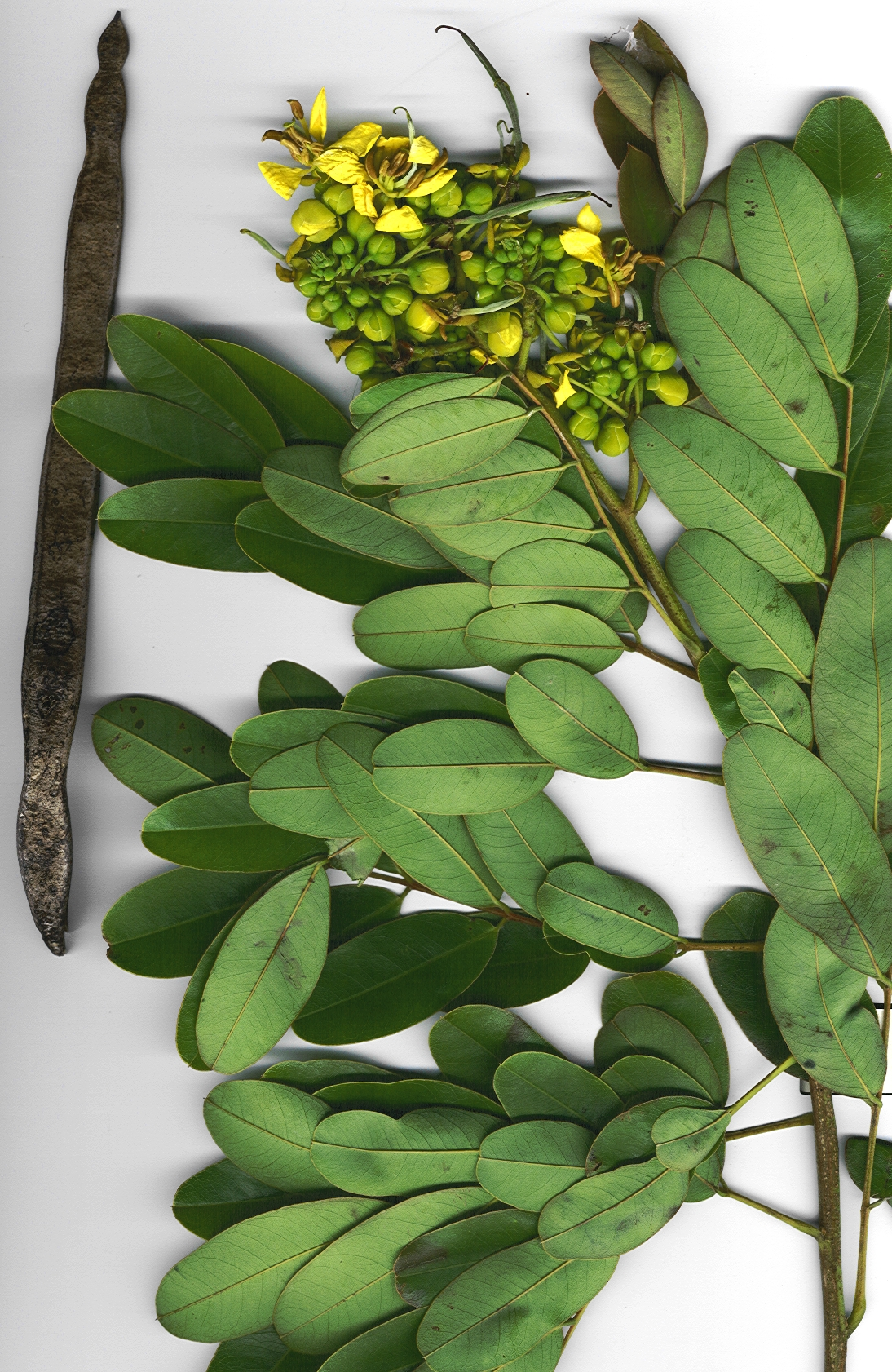
Hoa và quả muồng đen.
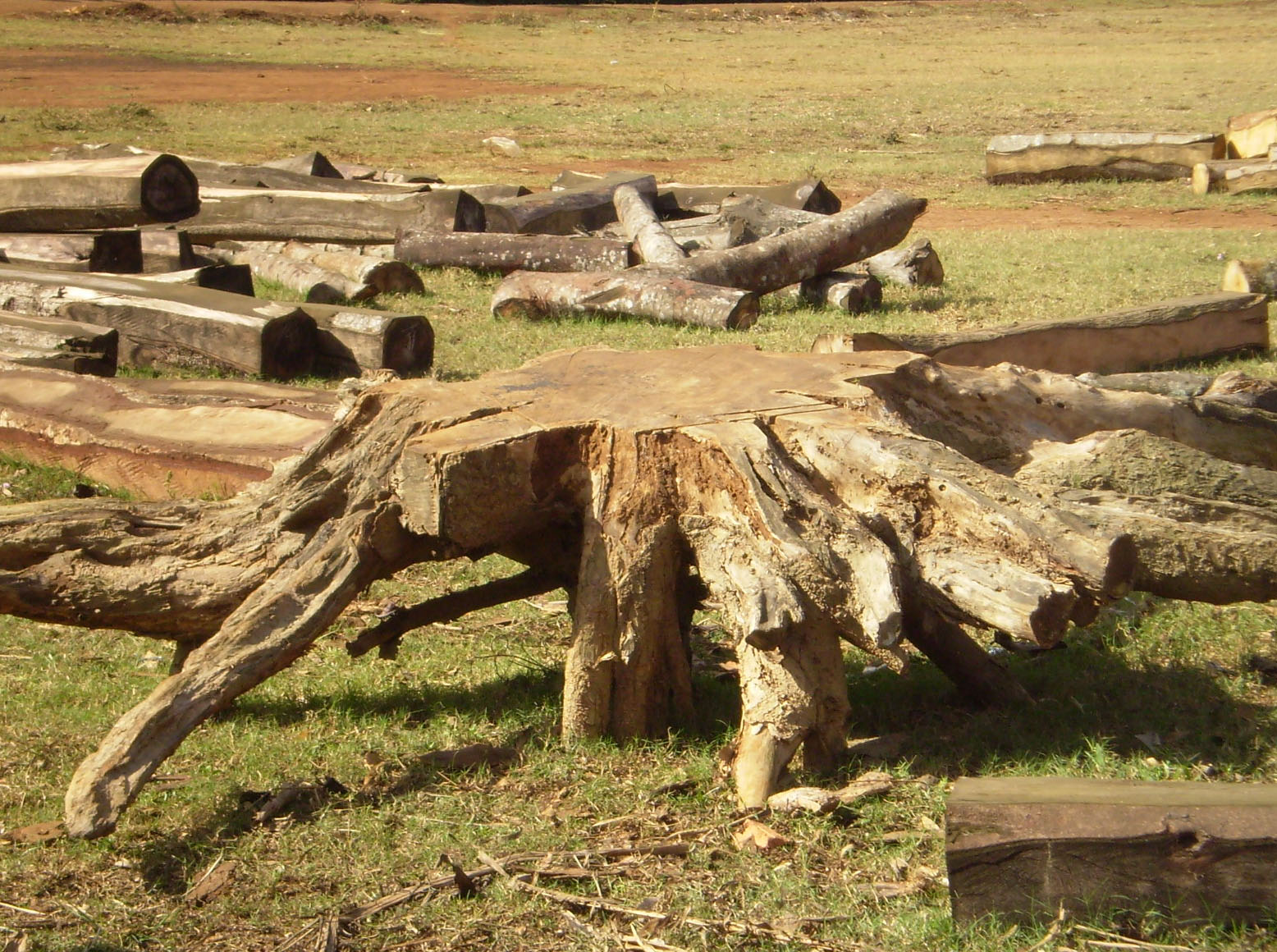
Gỗ muồng.
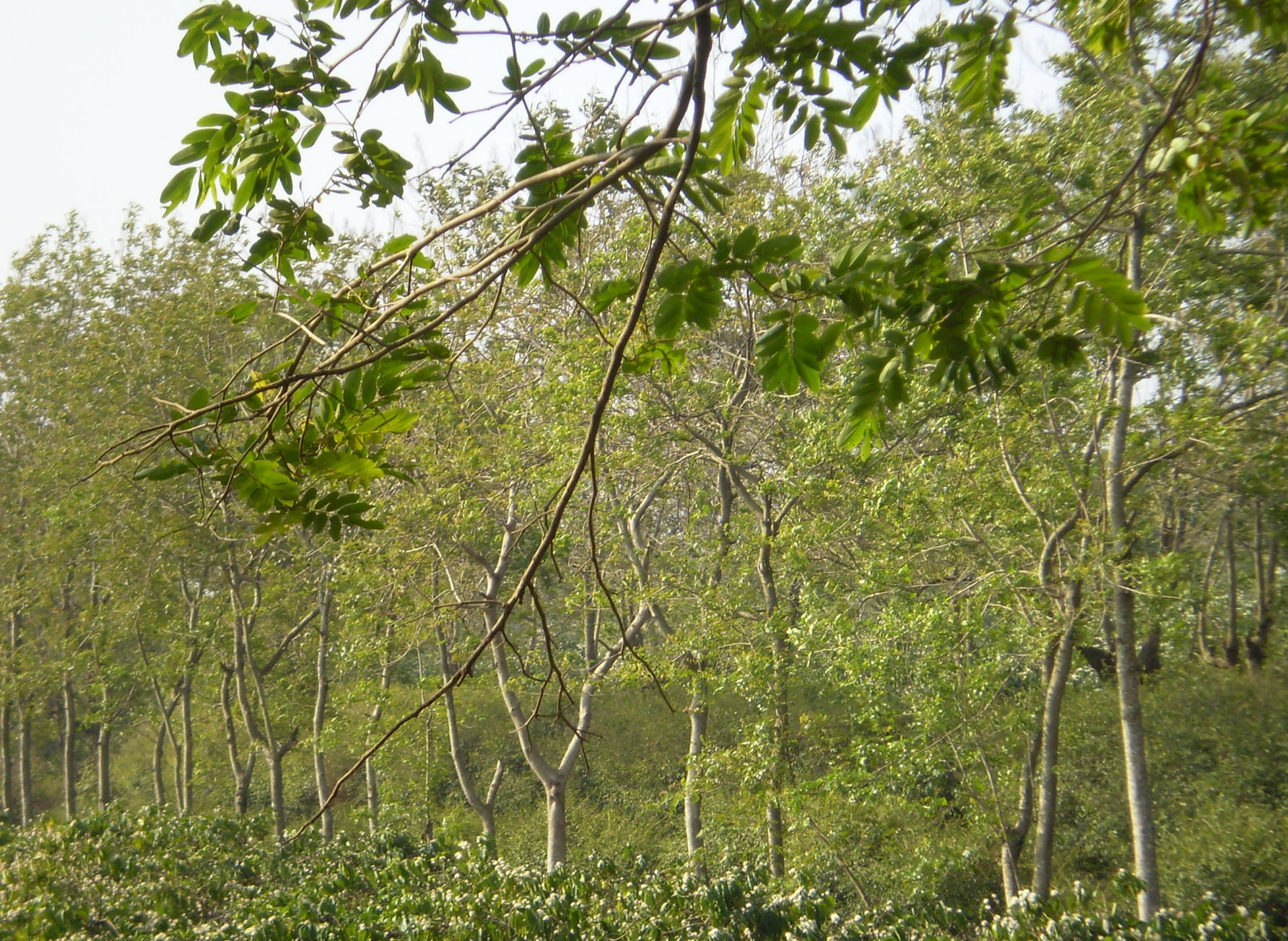
Cây muồng đen thường được trồng trên Cây cà phê giữ nhiệm vụ chắn sương muối cho cà phê.
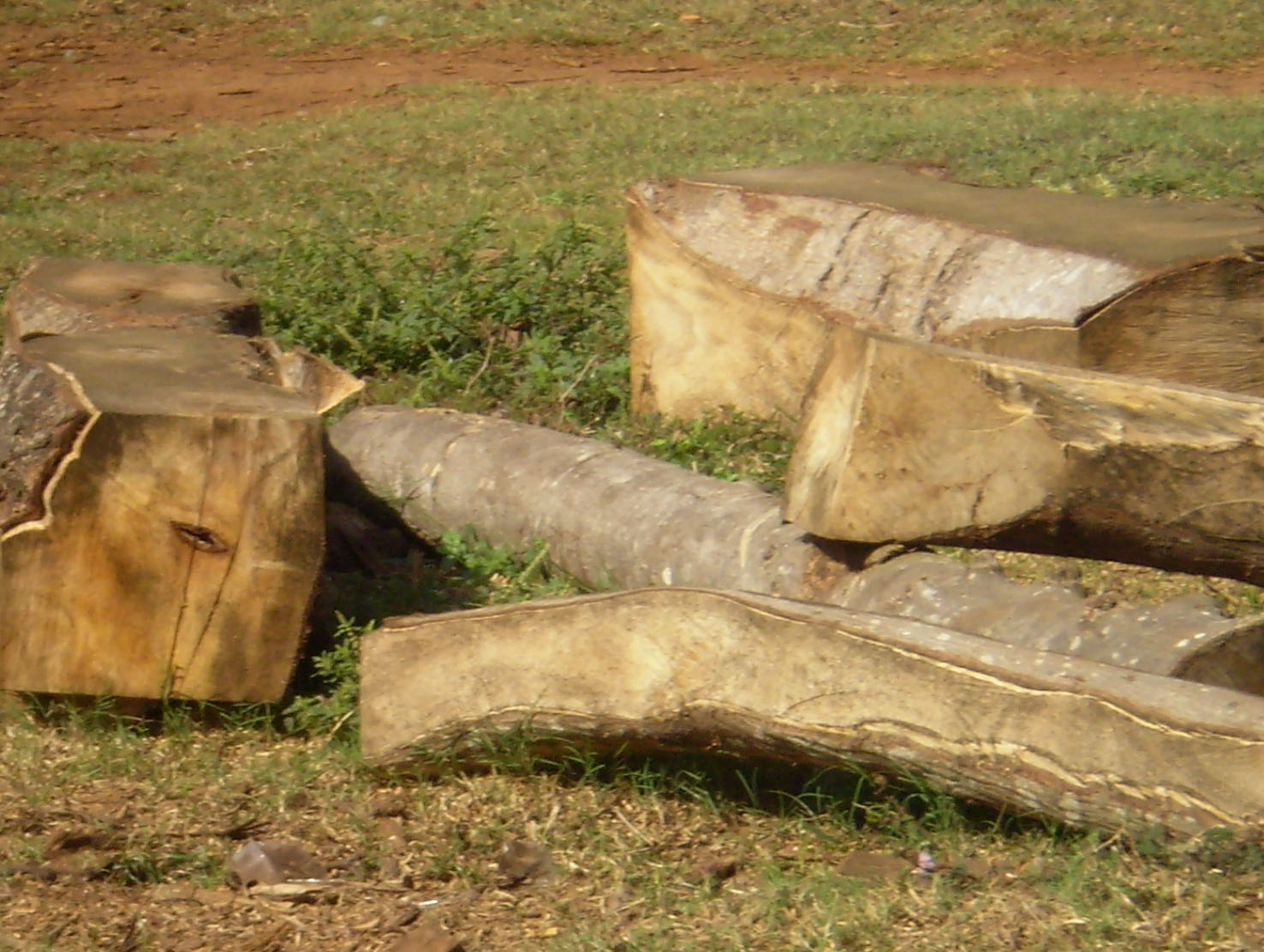
Thân cây được cắt thành đoạn.

## Hình ảnh

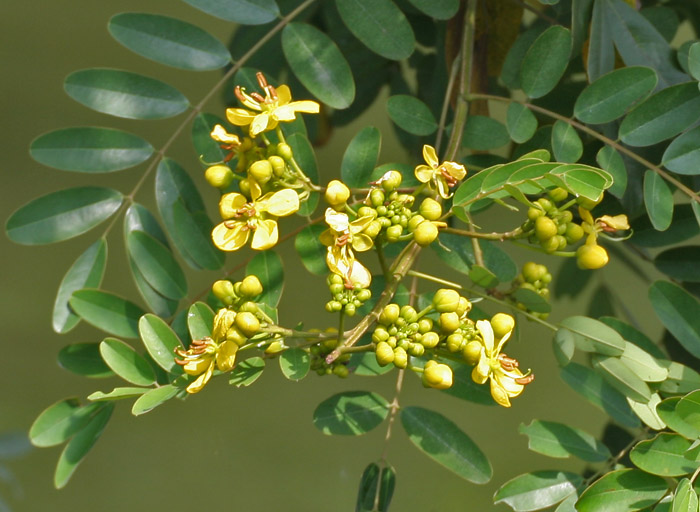
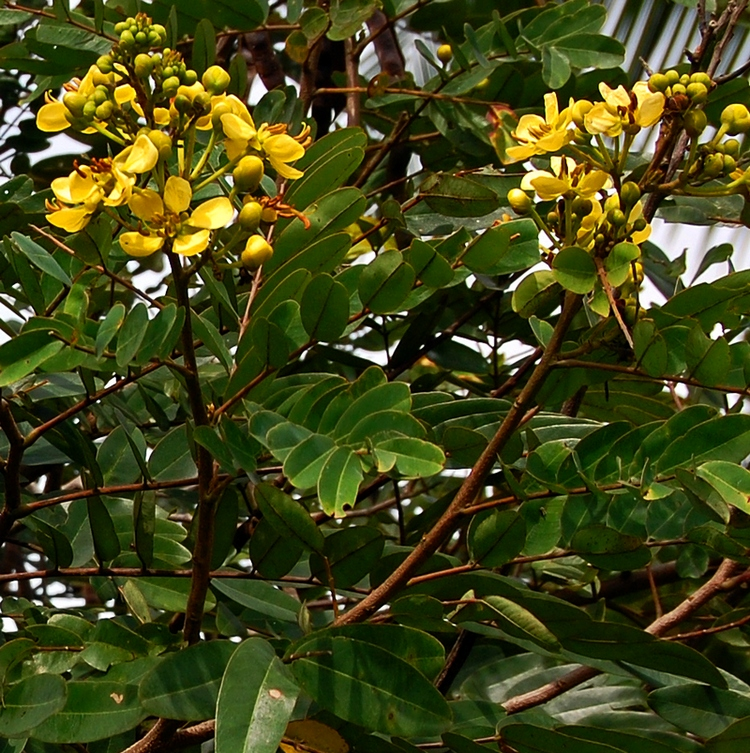
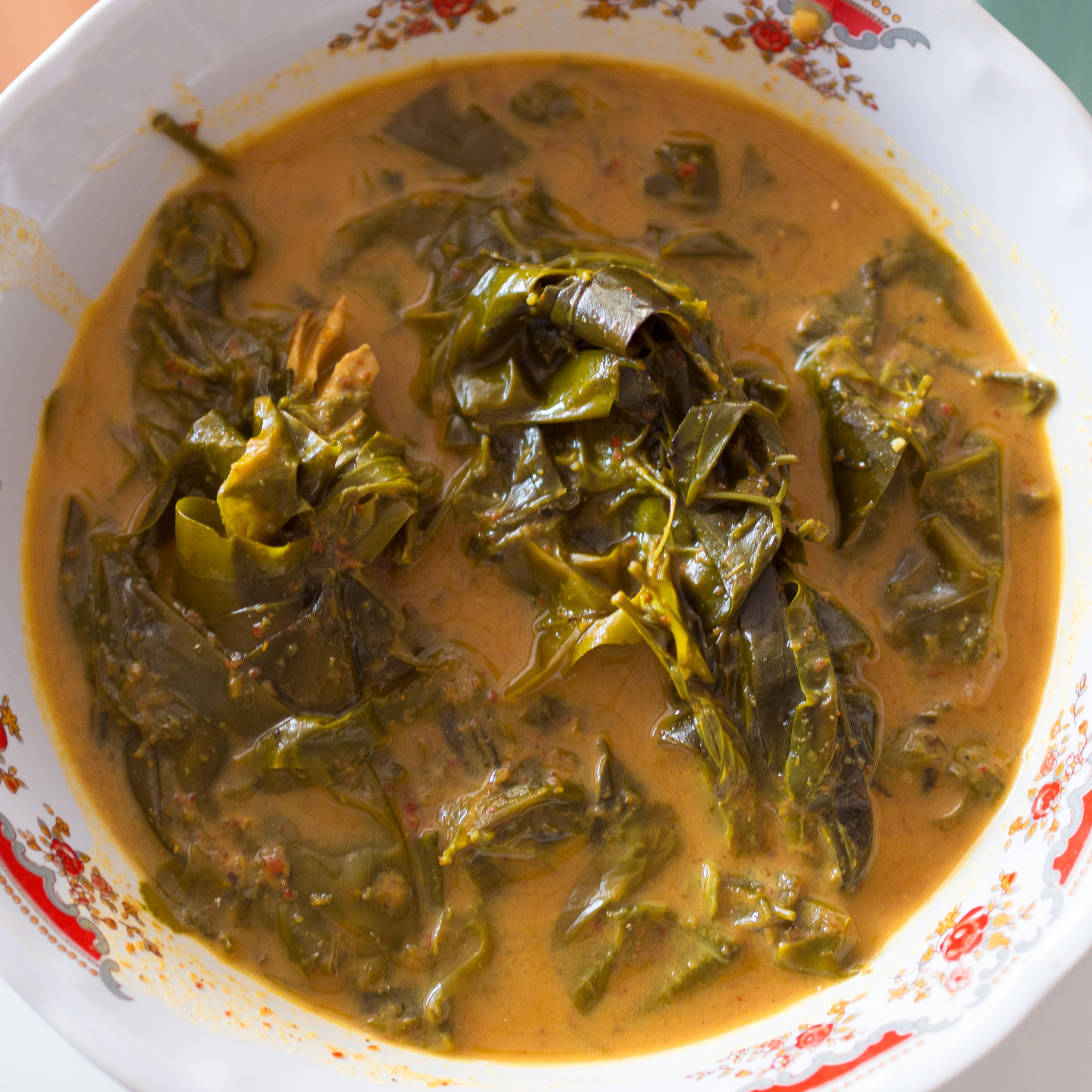
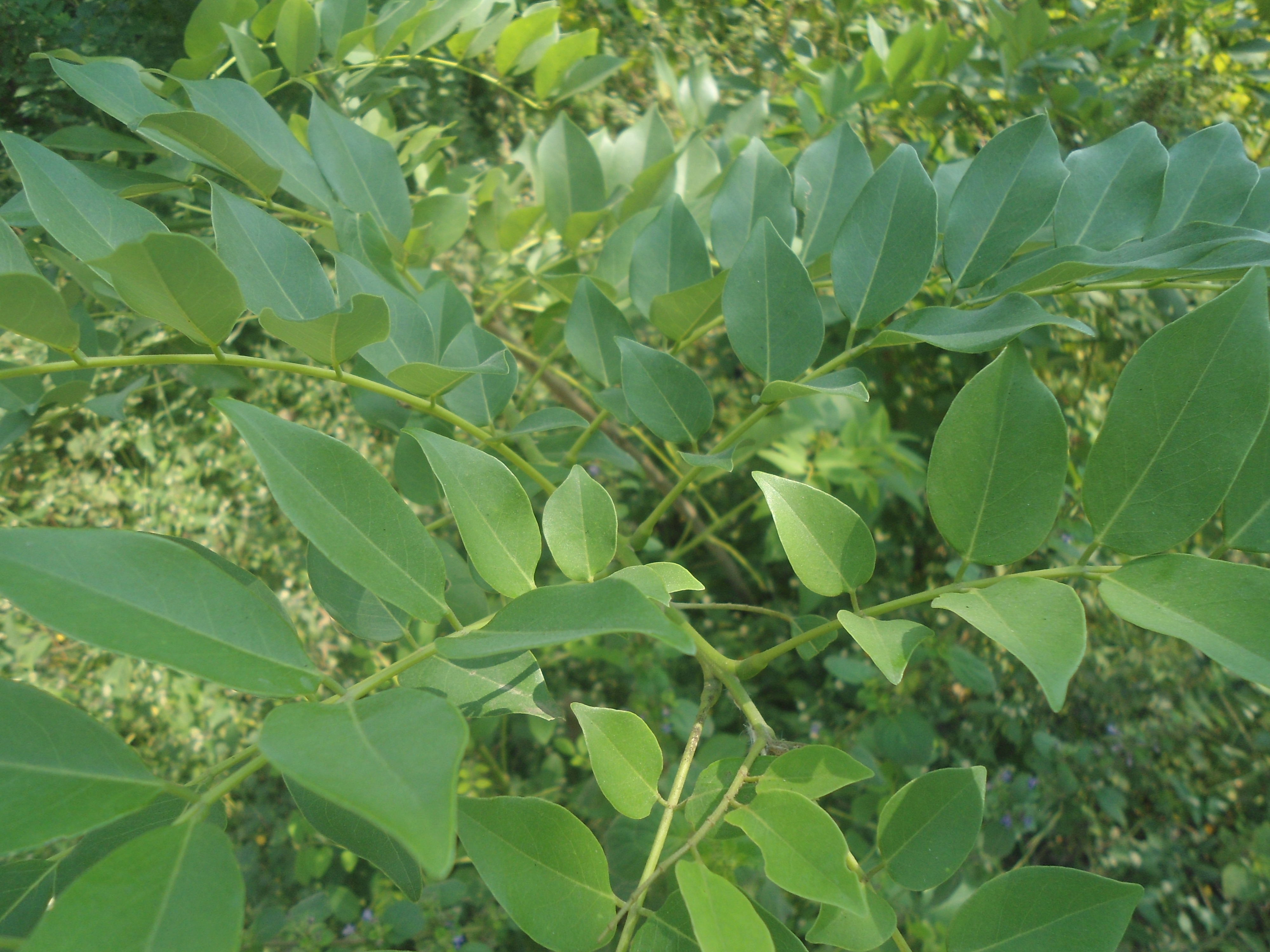